# Júbilo Iwata
El Júbilo Iwata (ジュビロ磐田 Jubiro Iwata?) es un club de fútbol de Japón que jugará en la J2 League a partir de la temporada 2025. Está localizado en la ciudad de Iwata, en la prefectura de Shizuoka. Disputa sus partidos como local en el Yamaha Stadium, que tiene capacidad para 15 165 asientos.
El club fue fundado en 1972 por la Yamaha Motor Corporation, que sigue siendo el propietario del club en la actualidad. El Júbilo es uno de los equipos más exitosos del fútbol nipón con cuatro títulos de la liga japonesa, tres subcampeonatos y dos Copas del Emperador. El Júbilo es, además, uno de los equipos más exitosos de Japón en el fútbol internacional, ya que cuenta con una Liga de Campeones de la AFC y en otras dos ocasiones fue finalista.
El gran rival del Júbilo Iwata es el Shimizu S-Pulse, con quien disputa el Derbi de Shizuoka y contra el Kashima Antlers disputa el Clásico del país nipón. Estos grandes partidos, y algunos otros contra los mejores equipos de la J1, se juegan en el estadio Ecopa, en Fukuroi, un recinto mucho más grande que el Yamaha Stadium, ya que fue construido especialmente para la Copa Mundial de la FIFA 2002.

## Historia

### Yamaha Motor SC (1970-1993)
El equipo fue creado en 1970 y fundado oficialmente en 1972 como un club perteneciente a Yamaha Motor Corporation, la fabricante de motocicletas. Tras jugar en varias ligas de carácter regional, ganó la Copa del Emperador y ascendió en 1982 a la máxima categoría de la semiprofesional JSL, de la que pasó a ser uno de los máximos dominadores logrando su primer campeonato en 1987/88. Tras decidir no unirse a la J. League en su primera temporada, el equipo de Yamaha fue el primer vencedor de la recién creada JFL y quedó segundo en 1993. Ello le valió su pase al campeonato profesional en la temporada 1994.

### Júbilo Iwata (1994-actualidad)
Yamaha cambió su nombre por el de Júbilo Iwata, derivado de la palabra española y portuguesa júbilo, y comenzó a desarrollar un proyecto deportivo para tratar de lograr el campeonato de liga. Este se vio reforzado con la llegada del entrenador Hans Ooft y el jugador brasileño Dunga, que imprimió al equipo su estilo de juego (posteriormente pasó a ser consejero). Sumado a la aparición de varios jugadores japoneses como Masashi Nakayama o Naohiro Takahara, pasó a ser una potencia en la J. League durante finales de la década de los 90. Ganó la J. League Division 1 en 1997, 1999 y 2002; la Copa de Campeones de Asia en 1998/99; la Copa J. League en 1998, y la Copa del Emperador en 2003.
Desde entonces pasó a estar en los puestos medios de la tabla. En la temporada 2008 tuvo que disputar una promoción para eludir el descenso a la J. League Division 2. Sin embargo, en 2010 se coronó campeón de la Copa J. League.
De esta forma, obtuvo la clasificación para disputar la Copa Suruga Bank 2011 frente a Independiente de Argentina que venció en la Copa Sudamericana 2010. El equipo nipón se coronó campeón tras empatar (2-2) y conseguir la victoria tras la tanda de penaltis (4-2).

## Estadio

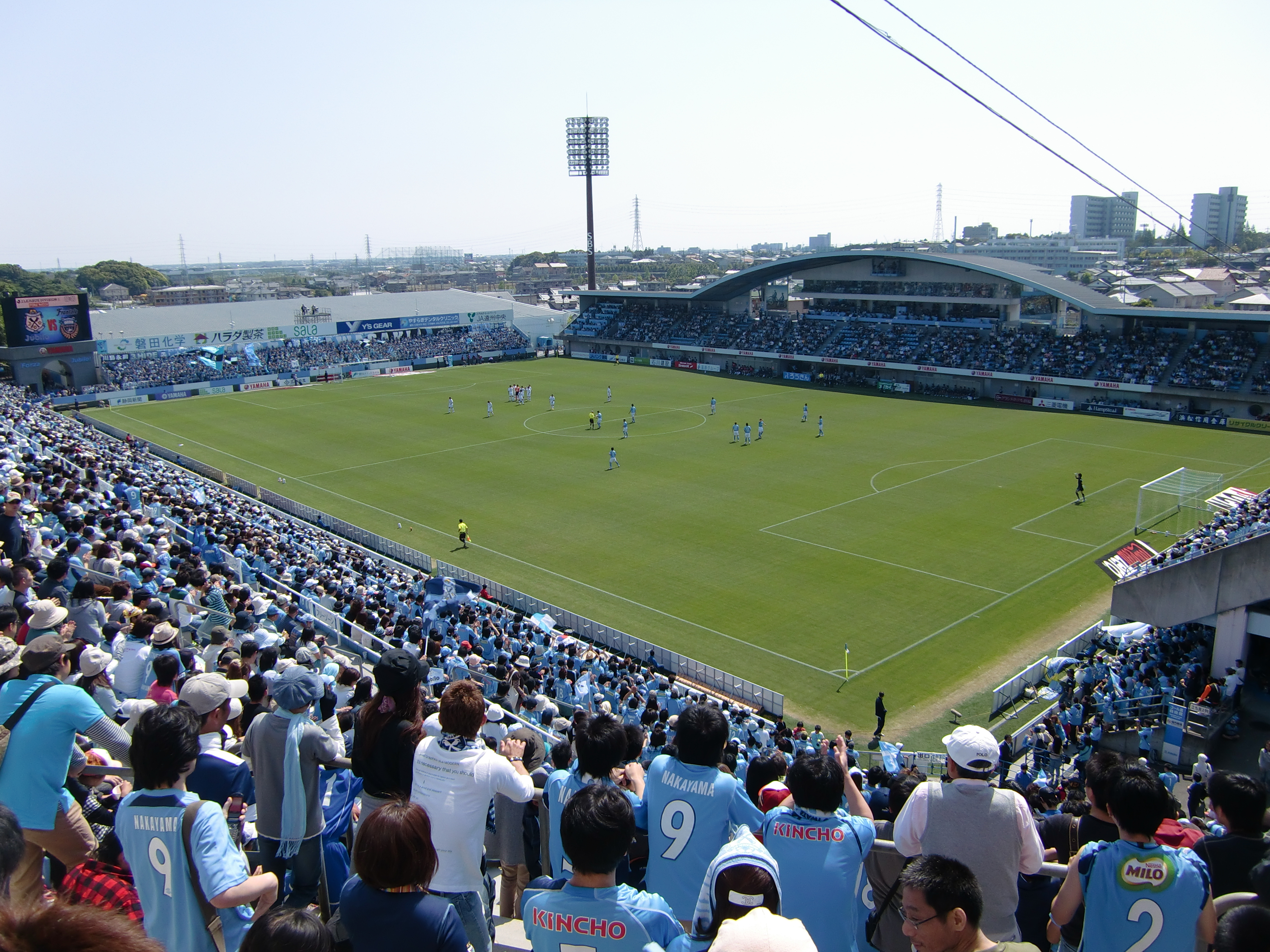
El Yamaha Stadium, sede del Júbilo Iwata.

El campo principal de Júbilo Iwata es el Yamaha Stadium, con capacidad para 15.165 personas y césped natural. En él juega la mayoría de partidos como local. Además de fútbol, permite albergar partidos de rugby.
Para partidos con una mayor asistencia como finales, competiciones internacionales y los derbis con el Shimizu S-Pulse, el campo donde juega es el Estadio Ecopa de Shizuoka.

## Uniforme
| Local       | Local | Local       | Local       | Local |
| ----------- | ----- | ----------- | ----------- | ----- |
| 1994 - 1996 | 1997  | 1998 - 1999 | 2000 - 2001 | 2002  |
| 2003        | 2004  | 2005        | 2006        | 2007  |
| 2008        | 2009  | 2010 - 2011 | 2012        | 2013  |
| 2014        | 2015  | 2016        | 2017        | 2018  |
| 2019        | 2020  | 2021        | 2022        | 2023  |
| 2024 -      |       |             |             |       |
|             |       |             |             |       |

| Visitante   | Visitante | Visitante   | Visitante   | Visitante |
| ----------- | --------- | ----------- | ----------- | --------- |
| 1994 - 1996 | 1997      | 1998 - 1999 | 2000 - 2001 | 2002      |
| 2003        | 2004      | 2005        | 2006        | 2007      |
| 2008        | 2009      | 2010 - 2011 | 2012        | 2013      |
| 2014        | 2015      | 2016        | 2017        | 2018      |
| 2019        | 2020      | 2021        | 2022        | 2023      |
| 2024 -      |           |             |             |           |
|             |           |             |             |           |

| Alternativo | Alternativo   | Alternativo                  | Alternativo               | Alternativo            |
| ----------- | ------------- | ---------------------------- | ------------------------- | ---------------------- |
| 2003        | 2005 Amistoso | 2013 20° Aniversario         | 2016 Batalla de Medio Año | 2017 Desafió de Verano |
| 2017        | 2018          | 2019 Desafió Noche de Verano | 2020                      | 2021                   |
|             |               |                              |                           |                        |

## Jugadores

### Jugadores en préstamo
| Prestados |

### Jugadores destacados
| JFA - Hiroki Yamada - Hiroshi Nanami - Masashi Nakayama - Masahiko Inoha - Naohiro Takahara - Norihiro Nishi - Ryoichi Maeda - Takashi Fukunishi - Toshihiro Hattori - Yūichi Komano |  | AFC/ CAF/ OFC - Hwang Song-su - Kim Jong-song - Baek Sung-dong - Choi Yong-soo - Han Sang-woon - Jung Woo-young - Kim Jin-Kyu - Lee Gang-Jin - Lee Keun-ho - Park Joo-ho |  | UEFA - Salvatore Schillaci - André Paus - Arno van Zwam - Gerald Vanenburg - Dmitri Radchenko - Aleksandar Živković - Avraam Papadopoulos |  | CONMEBOL - Adílson Batista - Alessandro Cambalhota - Carlinhos Paraíba - Dedimar - Dunga - Fabrício - Ferdinando Leda - Gavião - Gilsinho - Henrique - Marcelo Mabilia - Marquinhos Paraná - Popo - Rodrigo - Rodrigo Gral - Rodrigo Souto - Thiago - Tinga - Walter - Roberto Torres |  |

## Entrenadores

### Era amateur
| Entrenador       | País  | Periodo |
| ---------------- | ----- | ------- |
| Tadanori Arata   | Japón | 1972-73 |
| Ryuichi Sugiyama | Japón | 1974-87 |
| Kikuo Konagaya   | Japón | 1987-91 |
| Kazuaki Nagasawa | Japón | 1991-93 |

### Era profesional
| Entrenador          | País                | Periodo                   |
| ------------------- | ------------------- | ------------------------- |
| Hans Ooft           | Países Bajos        | 1994-96                   |
| Luiz Felipe Scolari | Brasil              | 1997                      |
| Takashi Kuwahara    | Japón               | Julio 1997 (Interino)     |
| Valmir              | Brasil              | 1998                      |
| Gjoko Hadžievski    | Macedonia del Norte | 2000                      |
| Masakazu Suzuki     | Japón               | Septiembre 2000-02        |
| Masaaki Yanagishita | Japón               | 2003                      |
| Takashi Kuwahara    | Japón               | 2004                      |
| Masakazu Suzuki     | Japón               | Septiembre de 2004        |
| Masakuni Yamamoto   | Japón               | Noviembre 2004-06         |
| Adílson Batista     | Brasil              | Julio 2006-07             |
| Atsushi Uchiyama    | Japón               | Septiembre 2007-08        |
| Hans Ooft           | Países Bajos        | Septiembre de 2008        |
| Masaaki Yanagishita | Japón               | 2009-11                   |
| Hitoshi Morishita   | Japón               | 2012-13                   |
| Tetsu Nagasawa      | Japón               | 2013 (Interino)           |
| Takashi Sekizuka    | Japón               | 2013                      |
| Péricles Chamusca   | Brasil              | 2014                      |
| Hiroshi Nanami      | Japón               | Septiembre 2014-19        |
| Hideto Suzuki       | Japón               | Julio de 2019             |
| Minoru Kobayashi    | Japón               | Agosto 2019 (Provisional) |
| Fernando Jubero     | España              | Agosto 2019-              |

## Palmarés
En negrita las competiciones vigentes. En cursiva los logros conseguidos como Yamaha Motor SC.
| Competición nacional                | Títulos                   | Subcampeonatos   |
| ----------------------------------- | ------------------------- | ---------------- |
| J1 League/Japan Soccer League (3/3) | 1987-88, 1997, 1999, 2002 | 1998, 2001, 2003 |
| Copa del Emperador (2/2)            | 1982, 2003                | 1989, 2004       |
| Copa J. League (2/3)                | 1998, 2010                | 1994, 1997, 2001 |
| Supercopa de Japón (3/2)            | 2000, 2003, 2004          | 1983, 1998       |
| Copa Japan Soccer League (0/1)      |                           | 1989             |
|                                     |                           |                  |
| J2 League (1/2)                     | 2021                      | 2015, 2023       |
| Japan Football League Div. 1 (1/1)  | 1992                      | 1993             |
| Japan Soccer League Div. 2 (1/1)    | 1982                      | 1979             |

| Competición internacional         | Títulos | Subcampeonatos   |
| --------------------------------- | ------- | ---------------- |
| Liga de Campeones de la AFC (1/2) | 1998-99 | 1999-00, 2000-01 |
| Supercopa de la AFC (1/0)         | 1999    |                  |
|                                   |         |                  |
| Copa Suruga Bank (1/0)            | 2011    |                  |

## Rivalidades
Derbi Nacional
Durante fines de los años 1990 y principios de los 2000, los partidos entre los dos equipos más ganadores de aquella época, el Kashima Antlers y el Júbilo Iwata eran conocidos como el derbi nacional, sin embargo durante los siguientes años este clásico fue perdiendo poco a poco el protagonismo debido principalmente a la irregularidad que ha tenido el Júbilo Iwata desde el año 2004.
Derbi de Shizuoka
Es un encuentro disputado por los dos clubes más importantes de la Prefectura de Shizuoka, Júbilo Iwata y Shimizu S-Pulse. Este partido normalmente se lleva a cabo en el Estadio Ecopa, el recinto más grande de la prefectura. Se consideran también una parte del derbi los equipos de Azul Claro Numazu y el Fujieda MYFC.
Derbi del Tokai
El derbi entre los clubes más representativos de Shizuoka y Aichi, se consideran dentro de este derbi los encuentros entre el Júbilo Iwata o el Shimizu S-Pulse contra el Nagoya Grampus.
Batalla eterna
Durante la época semi-profesional del fútbol japonés, en la antigua JSL, los enfrentamientos entre el Yamaha Motors (actual Júbilo Iwata) y el Honda FC eran el conocidos bajo el nombre de la Batalla eterna (○○ Kessen), el clásico más importante de aquella época.